# Іськів Всеволод Петрович
Всеволо́д Петрович І́ськів (нар. 2 серпня 1951, Радехів, Львівська область) — історик, депутат Львівської обласної ради Першого демократичного скликання, борець за незалежність України у XX столітті. Один із співзасновників Народного Руху України; Товариства української мови ім. Т.Шевченка, Спілки офіцерів України, Козацького стрілецького Братства. 
Автор ряду книжок із національно-патріотичної та історико-краєзнавчої тематики. Член Національної Спілки журналістів України.

## Життєпис
Народився 2 серпня 1951 року в Радехові у сім’ї робітників. Закінчив Радехівську середню школу (1968), Львівський державний університет ім. І.Франка (1968-1973), викладач історії та суспільствознавства. Брав участь у патріотичних студентських гуртках, за що попав під нагляд КГБ та був позбавлений скерування на роботу. Змушений «добровільно-примусово» йти в армію. Служив у Збройних силах СРСР лейтенантом, командиром мотострілкового взводу (1973-1975). Підполковник запасу Збройних сил України.
Працював старшим викладачем кафедри суспільних дисциплін у Львівському політехнічному інституті, був заступником декана факультету громадських професій (1975-1977). Науковий співробітник Інституту суспільних наук АН УРСР у 1977-1990 рр. 
Співорганізатор опозиційної газети «Віче» та наймасовіших акцій боротьби за незалежність України – Ланцюга Злуки, свята 500-річчя козацтва, багатьох мітингів та демонстрацій.
Перший демократично обраний завідувач відділу культури Львівського міськвиконкому (1990-1996). Від 2013 р. – заступник  голови Львівського обласного відділення Всеукраїнського об’єднання ветеранів. Із 2020 р. – заступник  голови проводу Львівського Крайового Братства ветеранів національно-визвольної боротьби. Із 2012 р. – керівник  Львівського козацького стрілецького братства.
Працював начальником відділу соціального захисту (1996-2007) Львівського міськвиконкому. Був членом оргкомітетів із побудови пам’ятників Т.Шевченку, М.Грушевському, С.Бандері у Львові, Ю.Головінському в селі Великі Глібовичі, воїнам УГА за селом Чижиків. З його  ініціативи було встановлено 20 художньо-меморіальних таблиць, присвячених борцям за волю України різних епох, діячам культури і мистецтва на Львівщині.
Стажувався в Центрі соціальних досліджень Польщі (Варшава, 2001); в організаціях соціальної підтримки США (Вашингтон, 2012).
У 1988-1991 рр. – активний учасник національно-визвольної боротьби за незалежність України. Співорганізатор Львівського Товариства української мови ім..Шевченка (1988). Голова Оргкомітету із створення Львівської регіональної організації РУХу за перебудову, відповідальний секретар Всеукраїнського Оргкомітету із створення РУХу від Львівщини. Перший голова оргвідділу (виконкому) Львівської крайової організації РУХу. Співзасновник позацензурної популярної опозиційної газети  «Віче» Львівської крайової організації РУХу. Організатор її тиражування у Вільнюсі та доставки в Україну (1989-1990). Співорганізатор та активний учасник багатьох мітингів, демонстрацій та інших актів національного спротиву проти політики КПСС і московської імперії зла за Українську самостійну державу. Співзасновник і член Львівського обласного об’єднання страйкових комітетів (1989-1990). Організатор урочистого підняття національного прапора на вершині Високого Замку у Львові 22 січня 1990 р.
З середини 1990-х років - один з організаторів та провідників сучасного козацького руху на Львівщині та в Україні. З 2002 р. обраний отаманом Прикарпатської Січі козацтва. Перший заступник Верховного отамана ВГО «Велике козацьке Коло» з 2004 р.
Активний учасник Помаранчевої революції (2004) та Революції Гідності (2013-2014). Співзасновник четвертої (козацької) сотні Майдану, делегований до Ради Майдану. Голова Львівського обласного відділення ГО Української Народної Ради. Найбільше зусиль в останнє десятиріччя спрямовує на історичні дослідження, редагує  журнал «Ветеранський вісник», веде активну громадську діяльність. Займається волонтерською працею, їздив з лекціями та гуманітарним вантажем на фронт у Донбас.

## Праці
Автор понад 200 науково-публіцистичних і наукових праць з історії України, серед яких книги:
- Перша Львівська обласна демократична (2012, співавтор);
- Гуманітарні дисципліни у навчально-виховному процесі вищих навчальних закладів (2016, співавтор);
- За духовну свободу (2016);
- Юліан Головінський. Життя у полум’ї війни і революційної дії (2017);
- Радехівщина у Перших Визвольних змаганнях (2018);
- Призначення РУХу (2019);
- Мій український світ. Статті та матеріали. ч.1 (2020);
- Мій український світ. Статті та матеріали. ч.2 (2021);
- Діяльність ветеранів Львівщини. Борці за волю України ХХ століття (2022).

## Нагороди
- медаль «Учаснику Помаранчевої революції», 2005;
- «Орден Пресвятої Покрови», 2006;
- «Золотий орден козацької слави», 2008;
- «Медаль Хреста Благочестя», 2008;
- Галицький хрест /до 90-річчя проголошення ЗУНР /  2009;
- «Орден заслуги Хрест рицарський», 2009;
- Подяка  Президента України «За особистий внесок у боротьбу за незалежність України, відстоювання ідеалів свободи та демократії», 2009;
- «Україна. Свобода. Демократія», відзнака Львівської ОДА та обласної ради, 2000;
- медаль УГКЦ «Ієрусалимський Хрест», .2021;
- «XXX незалежності України», почесна відзнака Львівської обласної ради, 2021.